# Байерлайн, Фриц
Фриц Байерляйн (нем. Fritz Bayerlein; 14 января 1899 — 30 января 1970) — немецкий офицер, участник Первой и Второй мировых войн, генерал-лейтенант, кавалер Рыцарского креста с Дубовыми листьями и Мечами.

## Первая мировая война
Поступил на военную службу в июне 1917 года, фанен-юнкером (кандидат в офицеры) в пехотный полк. На фронте — с мая 1918 года. В августе 1918 награждён Железным крестом 2-й степени, ранен. С сентября 1918 — унтер-офицер.

## Между мировыми войнами
В апреле-мае 1919 года воевал в добровольческом батальоне «Дитмар».
Продолжил службу в рейхсвере. С января 1922 года — лейтенант. С июня 1938 года — майор, с апреля 1939 — начальник оперативного отдела штаба 10-й танковой дивизии.

## Вторая мировая война
Участвовал в Польской кампании, награждён Железным крестом 1-й степени.
Во Французской кампании — начальник оперативного отдела штаба 19-го армейского корпуса, затем начальник оперативного отдела штаба танковой группы «Гудериан». С сентября 1940 — подполковник.
С 22 июня 1941 года участвовал в германо-советской войне (до 30 августа 1941).
С октября 1941 года — начальник штаба корпуса «Африка» (Deutsches Afrika-Korps (DAK)). В декабре 1941 за бои в Африке награждён Рыцарским крестом. С апреля 1942 — полковник. В октябре 1942 награждён Золотым немецким крестом.
С марта 1943 — генерал-майор, начальник штаба 1-й итальянской армии (в Африке). В начале мая Байерляйн по болезни эвакуирован в Италию, 12 мая 1943 немецкие и итальянские войска в Африке (около 250 тысяч солдат и офицеров) сдались в плен американцам и британцам. В июле 1943 года генерал-майор Байерлайн за бои в Африке награждён Дубовыми листьями (№ 258) к Рыцарскому кресту.
С октября 1943 года Байерлайн назначен командиром 3-й танковой дивизии (на Днепре, в районе Киева).
С января 1944 — командир танковой учебной дивизии (Panzer-Lehr-Division, сформированной из курсантов танковых училищ), во Франции. С мая 1944 Байерлайн произведён в звание генерал-лейтенанта. В июле 1944 за бои в Нормандии против высадившихся американо-британских войск награждён Мечами (№ 81) к Рыцарскому кресту с Дубовыми листьями. Затем бои в ходе немецкого наступления в Арденнах.
В конце марта 1945 года Байерлайн назначен командующим 53-м армейским корпусом. 15 апреля 1945 корпус, как и другие части немецкой группы армий «Б», был взят в плен американцами в Рурском котле.

## После войны
Отпущен из плена в 1947 году. Писал статьи и книги по истории Второй мировой войны.